# Гомункул (фільм, 2015)
Гомункул — артгаусний фільм 2015 року режисерів Романа Дмитрієва та Кирила Савельєва.
4-5 липня 2015 року в художній галереї «Х. Л. А. М.» відбувся прем'єрний показ фільму. Задовго до прем'єри уривок з фільму, опублікований на YouTube під назвою «Ты втираешь мне какую-то дичь», став інтернет-мемом. Ролик потрапив у випуск відеоблогу «+100500» і набрав в сумі понад 10 млн переглядів.

## Сюжет
— Мы хотели снять двух гопников, которые создают гомункула — алхимический клон человека, который бы прислуживал им,
 — пояснили Дмитрієв і Савельєв.